# Arriba
Pour les articles homonymes, voir Arriba (homonymie).
Arriba (parfois appelé aussi Diario Arriba ; en français : « Debout ») est l'organe journalistique officiel de la Falange Española Tradicionalista y de las Juntas de Ofensiva Nacional Sindicalista (la Phalange espagnole). Il est fondé comme hebdomadaire à Madrid le 21 mars 1935 par José Antonio Primo de Rivera, avant d'être fermé par la Seconde République espagnole lors de la Guerre civile espagnole et d'être rouvert en 1939 en lieu et place du journal El Sol jusqu'en 1979, à la suite d'une décision du Conseil des Ministres de le fermer, après la mort de Franco.
Le journal a mené de nombreuses campagnes antisémites et Francisco Franco lui-même y a écrit des articles dans cette lignée.

## Histoire

### Première époque (1935-1936)
Il est fondé comme hebdomadaire — quoiqu'en format journal — à Madrid le 21 mars 1935 par José Antonio Primo de Rivera, comme l'organe de presse officiel de la Falange Española Tradicionalista y de las Juntas de Ofensiva Nacional Sindicalista (la Phalange espagnole),,. La rédaction est située au 3, cuesta de Santo Domingo (Madrid), au siège du parti. Il compte initialement six pages, avant d'être réduit à quatre à partir du quatorzième numéro. À cette époque, les travaux les plus notables sont l'œuvre de Ernesto Giménez Caballero et Maximiano García Venero (es).
Il est suspendu du 4 juillet au 31 octobre 1935 à la suite d'un article qui attaque durement la CEDA, avant d'être fermé le 5 mars 1936, date à laquelle le gouvernement de la Seconde République espagnole le suspend, lors de l'éclatement de la Guerre civile espagnole. Trente-quatre numéros sont publiés lors de cette première époque.

### Deuxième époque (1939-1978)

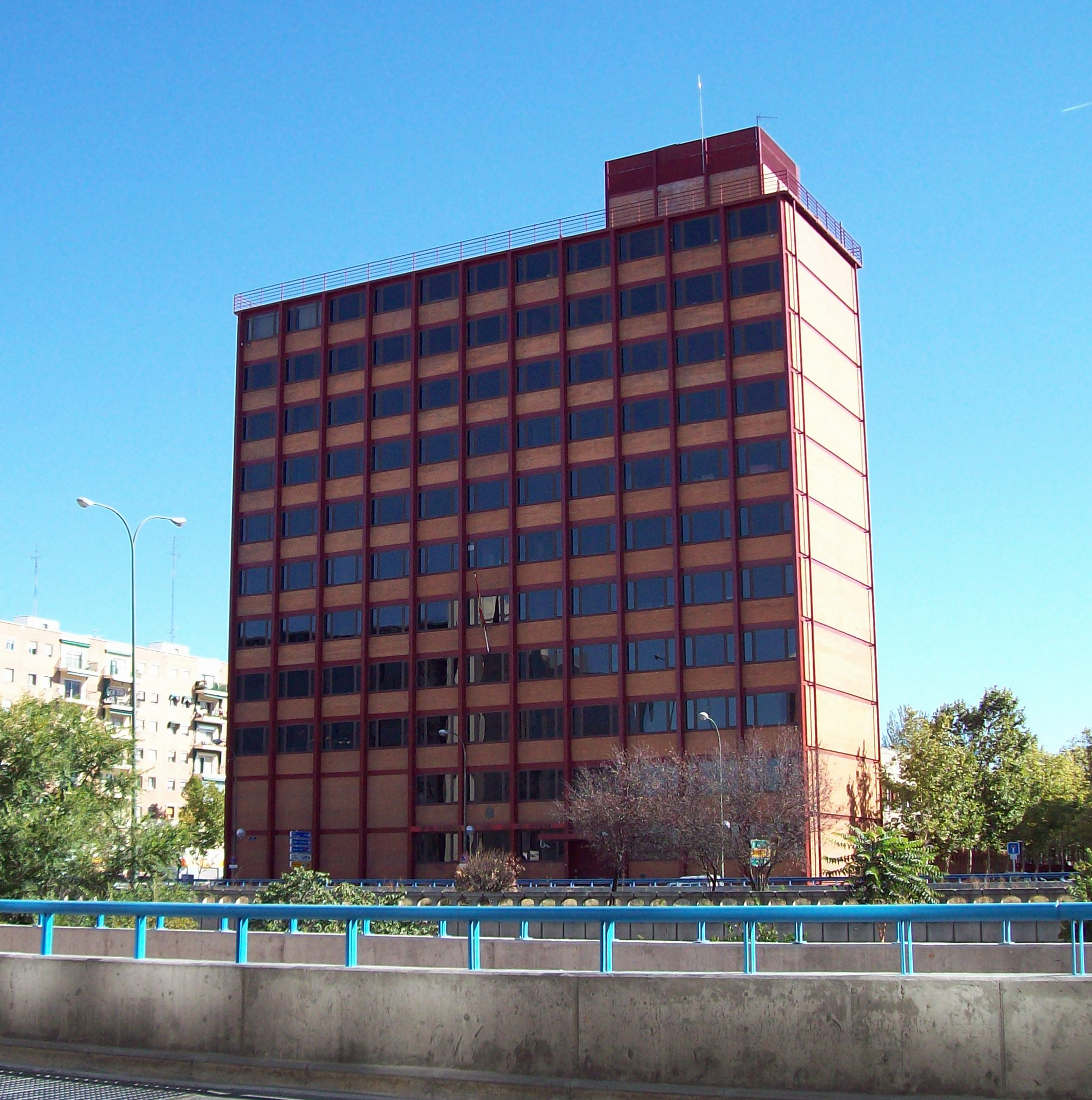
Siège du journal Arriba à Madrid (272, Paseo de la Castellana) jusqu'à sa fermeture en 1979.

Après l'occupation de Madrid par les troupes franquistes, les phalangistes s'emparent des installations du journal El Sol et reprend la diffusion quotidienne du journal le 29 mars 1939 en appartenant à la Presse du Mouvement (es) en 1940,,, et devenant rapidement le principal journal de ce groupe, d'autant plus qu'il a été fondé par Primo de Rivera, ce qui lui confère une importante position politique. Il devient par la suite le journal officiel du régime franquiste,,,; il marque la marque éditoriale de plusieurs journaux de province appartenant comme lui à la Presse du Mouvement,. Contrairement à d'autres journaux indépendants ou non contrôlés par le régime, Arriba n'est pas soumis à la censure appliquée selon la Loi de la Presse.
Un article publié par Arriba le 28 avril 1974 — connu comme le « Gironazo » du nom de son auteur, José Antonio Girón de Velasco, ancien ministre du travail du régime —, opposé à la tentative d'ouverture du régime franquiste (es),. L'article a un fort impact sur la société espagnole de l'époque et même au sein de la dictature elle-même, montrant des dissensions au sein du parti, provoquant la chute du ministre de l'information Pío Cabanillas Gallas.
En 1977, quand le Mouvement National disparaît et que la Transition démocratique espagnole est entamée, le journal passe aux mains des Medios de Comunicación del Estado. Le 15 juin 1979, le Conseil des Ministres décide de la fermeture du journal pour raisons économiques, et le dernier numéro publié est diffusé le lendemain,,. D'autres journaux de la chaîne de presse du mouvement sont fermés en même temps, tels que Amanecer, Solidaridad Nacional et Libertad, de même que l'agence de presse Pyresa (es). Sa fermeture fait d’El Alcázar le journal des sympathisants phalangistes et le principal organe de presse de l'extrême droite.

## Les campagnes antisémites
Dans le contexte des années 1930, Francisco Franco est convaincu qu'il existe un « complot judéo-maçonnique-communiste international » dont l'objectif final est la destruction du christianisme en général et en Espagne en particulier. Dans ce contexte, l'antisémitisme du leader phalangiste n'est pas d'ordre racial, comme l'est le nazisme, mais religieux, en se servant des sources antijudaïstes du catholicisme,.
Ainsi, les campagnes antisémites dans le journal Arriba sont violentes et suivies, parfois, d'actes de violences contre les Juifs.

### Campagne contre la SEPU
Les grands magasins de la Sociedad Española de Precios Únicos, connue comme la SEPU (es), fondés à Barcelone en 1934 par des citoyens suisses d'origine juive, Henry Reisembach et Edouard Wormsde, qui ont également ouvert une succursale à Madrid dans les années 1930, souffrent d'une forte campagne à leur encontre, de la part de la Phalange. Le journal Arriba, accuse directement cette compagnie d'exploiter ses employés car elle profite d'un rapprochement avec le pouvoir : « Ces juifs de SEPU donnent des motifs pour qu'on s'occupe d'eux tous les jours pour leurs relations avec les employés qu'ils exploitent. Leur seule présence suffit pour causer l'indignation ; les abus que leur personnel commet suffisent pour révolter les plus tranquilles. Nous demandons : la SEPU profite-t-elle d'un passe-droit ? Qui protège la SEPU ? Est-ce que le directeur du Travail connaît les cas de la SEPU? »
Cette campagne, qui commence dès le premier numéro du journal, est systématique. Elle est inspirée par les assauts nazis aux commerces juifs en Allemagne, qui ont lieu à la même époque. Les carreaux de la succursale de Madrid sont régulièrement cassés, et en 1935, elle est attaquée par des militants phalangistes. Cette même année, Arriba publie « La conspiration judaïco-maçonnique internationale est la créatrice de deux des plus grands maux qui soient arrivés à l'humanité : le capitalisme et le marxisme. »
L'assaut à la succursale de Madrid de la part d'un groupe mené par Agustín Aznar (es) représente, selon les paroles de José Luis Jerez Riesco dans son livre La Falange del valor, la contestation du licenciement de 16 vendeuses affiliées au syndicat phalangiste Central Obrera Nacional Sindicalista (CONS), qui a eu lieu les semaines précédentes. La cause de ces licenciements, selon les propriétaires de SEPU, était leur appartenance à un « syndicat fasciste ». Deux personnes sont détenues : Aznar lui-même et Enrique Suárez Inclán ; le Tribunal Militaire qui mène l'instruction (les faits ayant eu lieu alors que l'état d'urgence a été déclaré par le gouvernement) demande une peine de 27 ans d'emprisonnement ferme et une amende de 45 000 pesettes en concept d'indemnisation pour les dommages subis. Tandis qu'Aznar et Suárez sont finalement absous pour faute de preuves, les propriétaires de SEPU sont condamnés à une amende de 50 000 pesettes parce que la police à découvert lors de l'inspection ultérieure à l'attaque, qu'on avait fait un pont au compteur d'électricité.

### Les articles de Franco
Dans les pages de Arriba, Francisco Franco lui-même écrit une série d'articles (compilés en 1952 sous le titre de Masonería), qu'il signe depuis le 14 décembre 1946 sous le pseudonyme de Jakin Boor. Dans ces articles, il critique la franc-maçonnerie, le communisme, les Juifs et l'État d'Israël — qui venait de voter contre l'admission de l'Espagne dans l'ONU en l'accusant en plus d'avoir été complice et d'avoir soutenu les régimes d'Hitler et de Mussolini. Ainsi, Franco écrit dans l'édition du 9 août 1949 l'article intitulé Alta masonería :
« El reconocimiento de Israel, su entrada en la ONU, la conducta hipócrita e injusta con España, la enemiga contra la Argentina, la oposición sistemática en el gobierno del Estado, las mayores decisiones en el orden nacional, obedecen exclusivamente a los dictados de la masonería. »
— Jakin Boor [Francisco Franco], Alta masonería dans l'édition d'Arriba du 9 août 1949

« La reconnaissance d'Israël, son entrée dans l'ONU, l'attitude hypocrite et injuste contre l'Espagne, l'inimitié contre l'Argentine, l'opposition systématique au gouvernement de l'État, les plus grandes décisions d'ordre national, obéissent exclusivement aux ordres de la franc-maçonnerie. »
— Alta masonería dans l'édition d'Arriba du 9 août 1949
Le 11 décembre 1949, il écrit également :
« Al extenderse así la masonería por las distintas naciones tropieza con un pueblo enquistado en la sociedad en que vive, que ve en la secta un campo ideal para las maquinaciones a que un complejo secular de inferioridad y de rencor desde la dispersión le viene arrastrando: son los judíos del mundo, el ejército de especuladores acostumbrados a quebrantar o bordear la ley, que se acoge a la secta para considerarse poderosos. Judaísmo, ateísmo y disidencia católica nutren desde entonces las logias continentales. »
— Jakin Boor [Francisco Franco], Alta masonería dans l'édition d'Arriba du 11 décembre 1949

« En s'étendant ainsi la franc-maçonnerie de par les différentes nations, elle trébuche sur un peuple enkysté dans la société dans laquelle elle vit, qui voit dans la secte un champ idéal pour les machinations traînées par un complexe séculaire d'infériorité et de rancœur depuis la diaspora : ce sont les Juifs du monde, l'armée de spéculateurs habitués à enfreindre ou contourner la loi, qui accueillent la secte pour se considérer supérieurs. Le judaïsme, l'athéisme et la dissidence catholique nourrissent depuis lors les loges continentales. »
— Alta masonería dans l'édition d'Arriba du 11 décembre 1949
Les articles de Franco ne manquent pas de références aux crimes rituels ni au théories des Protocoles des Sages de Sion.